# 2017년 세계 휠체어 컬링 선수권 대회
2017년 세계 휠체어 컬링 선수권 대회는 3월 4일부터 11일까지 대한민국 강원도 강릉시에서 열린 대회이다.